# 罗谢
罗谢（法語：Rocher，法語發音：[ʁɔʃe] ⓘ）是法国阿尔代什省的一个市镇，属于拉让蒂耶尔区。

## 地理
罗谢（44°34'37"N, 4°17'6"E）面积3.09 平方千米，位于法国奥弗涅-罗讷-阿尔卑斯大区阿尔代什省，该省份为法国东南部内陆省份，北起顺时针与卢瓦尔省、伊泽尔省、德龙省、沃克吕兹省、加尔省、洛泽尔省和上盧瓦爾省接壤。
与罗谢接壤的市镇（或旧市镇、城区）包括：沙西耶、沙佐、若阿纳、普吕内。

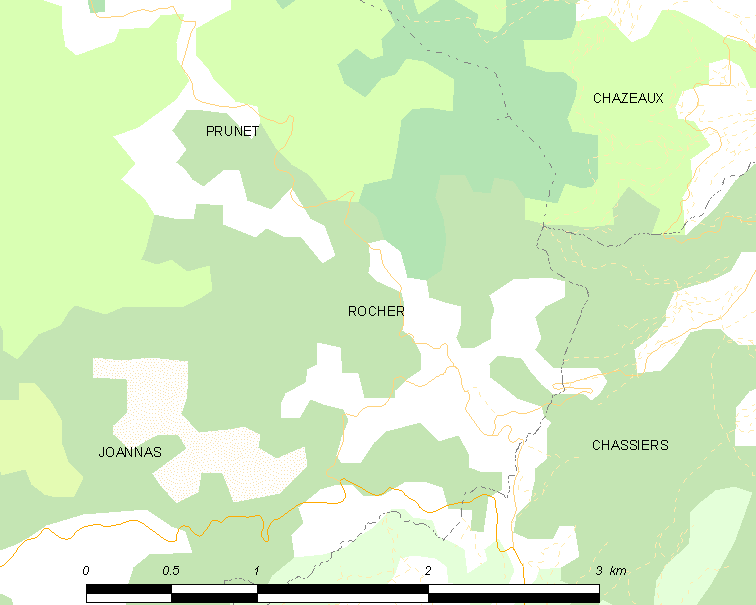
罗谢的OSM定位图

罗谢的时区为UTC+01:00、UTC+02:00（夏令时）。

## 行政
罗谢的邮政编码为07110，INSEE市镇编码为07193。

## 政治
罗谢所属的省级选区为瓦隆蓬达尔克县。

## 人口

1962-2008年间罗谢人口变化图示

罗谢于2022年1月1日时的人口数量为296人。